# 木增
木增（1587年9月19日—1646年9月9日），字长卿，又字生白，号华岳，纳西族名阿宅阿寺（A-chai A-ssu，一译阿宅阿诗）。丽江第十九代土司，官拜丽江知府。
木增是木青与阿室加（罗氏春）的独生子。
1598年（万历二十六年），木增被明廷承认为木青的继承人。翌年继承土司之位，当时年仅11岁。1599年，击破香水、好尧等地叛军，翌年将捷报传至明廷，得到万历帝的嘉奖。万历二十八年七月初十（1600年8月18日），正式被明廷册封为土司。此后至1617年，又多次清剿周围的叛军。1606年，明廷册封木增为中宪大夫兼丽江知府。其妻阿室于受封太恭人。
1618年，木增向明廷进贡。当得知后金攻打辽阳的消息后，捐赠一万两纹银给户部充作军费，获得嘉奖。1620年，再捐一千二百两，获赐忠义之称号。而在另一方面，木增积极对外扩张。他向先祖一样，不断侵占四川甘孜州康南地区以及木里一带藏族各土司地盘，将边界推进到雅砻江畔的今雅江县一带。嘉绒十八土司不堪骚扰。明正土司（长河西鱼通宁远宣慰使司）一面据江险抵抗，一面飞报明廷告急。因受雅砻江天险的阻碍和明正土司大军的竭力抵抗，木增的扩张才被阻止。
1623年（天启三年），受封云南布政使司右参政。翌年隐退到芝山，以其子木懿继承土司之位。根据丽江传说，木增的退隐是因为其妻子阿勒邱病逝，但《木氏宦谱》中找不到阿勒邱的名字。木增虽然退隐，但在重大事件上仍然握有决策权。木懿每天早晨都要到木增的隐居地请示重大事件的解决方法。
1625年，再次捐献一千两以抗击后金，由云南布政使呈交明廷，加封太中大夫，其妻阿室于加封淑人。1631年，封广西布政使司助理布政使，授通奉大夫。1640年，转封四川布政使。1643年，镇压剑川州百户李永镇的叛乱。1644年，受封太仆寺正卿。1646年，升太常寺正卿。
木增在位期间是丽江土司的全盛时期。木增信奉藏传佛教，并取藏族名“松弄热登”（又作四郎罗登、萨当杰布）。第十世噶玛巴·秋英多杰在与格鲁派的斗争中失势后，曾逃到丽江避难。此外，他推崇中原的儒学，徐霞客来到丽江时，曾是木增的座上客；木增让徐霞客担任儿子木懿的老师。木增与木泰、木公、木高、木青、木靖都以工于诗文而知名，六人并称“木氏六公”。著有《啸月函》、《山中逸集》、 《芝山集》、 《空翠居录》等多部诗集。

## 家族
- 父：木青（阿胜阿宅）
- 母：阿室加（罗氏春）

- 妻：
  - 阿室于（禄氏蘩，宁州知州禄华诰之女）
  - 阿室挥
  - 阿室哥（阿室荣）
  - 阿勒邱？

- 子
  - 木懿（阿寺阿春，阿室挥所生）
  - 木先（阿室哥所生）
  - 木仁（阿室哥所生）
  - 木宝（阿室哥所生）
- 女：
  - 木氏福（嫁姚安土同知高天）

## 登场作品
- 《木府风云》，2012年电视剧，扮演者：朱晓渔

## 脚注
1. 1 2  杨嘉铭 阿绒，明季丽江土司势力向藏区扩张始末及纳西族遗民踪迹概溯 的存檔，存档日期2013-09-21.
2. ↑  .   [2013-09-20]. （原始内容存档于2013-09-21）.